# Brazil's Next Top Model (mùa 1)
Brazil's Next Top Model, Mùa 1  là mùa đầu tiên của Brazil's Next Top Model. Chương trình được chiếu trên Sony Entertainment Television  vào ngày 19 tháng 7 năm 2007.
Người chiến thắng trong cuộc thi mùa này là Mariana Velho, 20 tuổi từ Santos. Cô nhận được: 1 hợp đồng người mẫu và đại diện của Ford Models trị giá R$200,000 trong 4 năm và lên ảnh bìa tạp chí Elle.

## Thí sinh
| Thí sinh            | Tuổi | Chiều cao              | Quê quán       | Bị loại ở | Hạng |
| ------------------- | ---- | ---------------------- | -------------- | --------- | ---- |
| Dandara Oliveira    | 19   | 1,72 m (5 ft 7+1⁄2 in) | Belo Horizonte | Tập 2     | 13   |
| Danielle Damásio    | 20   | 1,74 m (5 ft 8+1⁄2 in) | São José       | Tập 3     | 12   |
| Isabella Chaves     | 24   | 1,74 m (5 ft 8+1⁄2 in) | Belo Horizonte | Tập 4     | 11   |
| Anne Wrobel         | 21   | 1,75 m (5 ft 9 in)     | Tibagi         | Tập 5     | 10   |
| Andrea Medina       | 22   | 1,78 m (5 ft 10 in)    | Florianópolis  | Tập 6     | 9    |
| Érycka Martins      | 24   | 1,80 m (5 ft 11 in)    | Teresina       | Tập 7     | 8    |
| Karin Cavalli       | 25   | 1,80 m (5 ft 11 in)    | Caxias do Sul  | Tập 8     | 7    |
| Lana Sartin         | 19   | 1,74 m (5 ft 8+1⁄2 in) | Anápolis       | Tập 9     | 6    |
| Ana Paula Costa     | 22   | 1,75 m (5 ft 9 in)     | São Paulo      | Tập 10    | 5    |
| Mariana Richardt    | 21   | 1,76 m (5 ft 9+1⁄2 in) | São Paulo      | Tập 11    | 4    |
| Lívia Maria Senador | 22   | 1,72 m (5 ft 7+1⁄2 in) | Rio de Janeiro | Tập 12    | 3    |
| Ana Paula Bertola   | 22   | 1,75 m (5 ft 9 in)     | Pratânia       | Tập 12    | 2    |
| Mariana Velho       | 19   | 1,76 m (5 ft 9+1⁄2 in) | Santos         | Tập 12    | 1    |

## Các tập

### Tập 1
Khởi chiếu: 3 tháng 10 năm 2007
20 thí sinh bán kết từ khắp cả nước được đưa đến khách sạn Sheraton Sao Paulo WTC để bắt đầu cuộc thi. Sau đó, họ được gặp cố vấn Carlos Pazetto và đã có buổi chụp hình đầu tiên là ảnh chân dung tự nhiên. Các cô gái sau đó đã có một buổi phỏng vấn với ban giám khảo, kết quả là 16 cô gái đã vượt qua được thử thách và họ đã có một bữa tối với Fernanda.
Ngày hôm sau, 16 thí sinh còn lại được đưa tới sân thượng của một tòa nhà cho buổi chụp hình tiếp theo tạo dáng trong váy dự tiệc. Vào buổi đánh giá đầu tiên, 13 cô gái đã được chọn và sẽ bước vào cuộc thi.
- Nhiếp ảnh gia: Ancar Barcala

### Tập 2
Khởi chiếu: 10 tháng 10 năm 2007
13 cô gái đã được đưa đến ngôi nhà chung của mình. Ngày hôm sau, họ đã có một buổi tập luyện catwalk với Namie Wihby, trước khi họ có thử thách trình diễn thời trang trong những đôi giày của nhà thiết kế Fernando Pires trong khi bị bịt một bên mắt. Kết quả là Karin chiến thắng thử thách và cô chọn Danielle & Isabella để nhận thưởng là một buổi mátxa chân.
Ngày tiếp theo, họ đã có buổi chụp hình chân dung hóa thân thành những cô gái đang làm đẹp. Vào buổi đánh giá, Mariana R. là người được gọi tên đầu tiên còn Dandara là thí sinh đầu tiên bị loại.
- Khách mời đặc biệt: Namie Wihby, Fernando Pires

### Tập 3
Khởi chiếu: 17 tháng 10 năm 2007
12 cô gái còn lại đã được gặp Carlos và giám khảo Alexande cho thử thách phối đồ theo phong cách cá nhân của mình, trong khi họ sẽ chỉ sẽ 8 phút để lựa chọn trang phục, Érycka chiến thắng thử thách và nhận được một quyển sách "Como ser uma modelo de sucesso" từ Costanza Pascolato, cùng với việc cô chọn Ana Paula C. & Mariana R. để nhận một phần thưởng nữa là được giữ lại bộ đồ họ đang mặc trên người.
Ngày hôm sau, họ được gặp nghệ sĩ trang điểm Claudio Belizário sẽ trang điểm cho họ, cho buổi chụp hình tiếp theo hóa thân thành 12 con giáp. Quay về ngôi nhà chung, Fernanda đã đến thăm các cô gái để nói chuyện với họ. Vào buổi đánh giá ngày tiếp theo với sự xuất hiện của giám khảo khách mời là Claudio Belizário, Lana là người được gọi tên đầu tiên còn Danielle là thí sinh tiếp theo bị loại.
- Khách mời đặc biệt: Claudio Belizário

### Tập 4
Khởi chiếu: 24 tháng 10 năm 2007
11 cô gái còn lại được gặp Carlos & Fernanda tại tiệm salon Studio W để nhận diện mạo mới của mình. Ngày hôm sau, họ đã có buổi chụp hình tiếp theo theo phong cách thập niên 1970, trong khi họ sẽ tạo dáng trước một chiếc xe hơi của thập niên 1970. Sau đó, họ đã có một buổi mua sắm tại tiệm giày Melissa và đã có bữa tối tại một nhà hàng Mexico. Vào buổi đánh giá ngày tiếp theo, Lana là người được gọi tên đầu tiên còn Isabella là thí sinh tiếp theo bị loại.

### Tập 5
Khởi chiếu: 1 tháng 11 năm 2007
10 cô gái còn lại đã có một buổi học múa bụng từ vũ công Giselle Kenj, trước khi họ phải áp dụng bài học cho thử thách múa bụng trước mặt Carlos và Giselle. Kết quả là Karin chiến thắng thử thách và cộ chọn Andrea và Anne để nhận thưởng là một bữa ăn tối tại một nhà hàng Ả rập cùng với Carlos.
Ngày hôm sau, họ đã có buổi chụp hình chân dung với trang sức, trong khi họ sẽ bị khỏa thân phần trên và phải tạo dáng cùng với một con trăn. Ngày tiếp theo, họ đã có một buổi tập thể dục ở dưới hồ bơi. Vào buổi đánh giá với sự xuất hiện của giám khảo khách mời là Pedro Molinos, Lívia là người được gọi tên đầu tiên còn Anne là thí sinh tiếp theo bị loại.
- Nhiếp ảnh gia: Pedro Molinos
- Khách mời đặc biệt: Giselle Kenj

### Tập 6
Khởi chiếu: 8 tháng 11 năm 2007
9 cô gái còn lại đã có một ngày thư giãn cho đến ngày hôm sau, họ đã có một buổi học trang điểm từ chuyên gia trang điểm Carlos Carrasco. Sau đó, họ đã có 15 phút để trang điểm và thay đồ để chuẩn bị cho một buổi casting với Adriana Yoshida và Dudu Bertholini từ tạp chí Capricho, Mariana R. và Mariana V. được chọn trong buổi casting và họ chọn Lívia để cùng xuất hiện trong trang biên tập của tạp chí Capricho.
Ngày tiếp theo, họ đã có buổi chụp hình tiếp theo theo phong cách quan hệ ái vật, trong khi họ sẽ tạo dáng cùng với một người mẫu nam. Vào buổi đánh giá ngày hôm sau có sự xuất hiện giám khảo khách mời là André Schiliró, Lana là người được gọi tên đầu tiên còn Andrea là thí sinh tiếp theo bị loại.
- Nhiếp ảnh gia: André Schiliró
- Khách mời đặc biệt: Carlos Carrasco, Adriana Yoshida, Dudu Bertholini, Caco Ricci

### Tập 7
Khởi chiếu: 15 tháng 11 năm 2007
8 cô gái còn lại được gặp Dudu Bertholini tại một nhà hàng cho một buổi học nghi thức chính đáng từ Christine Yufon. Sau đó, họ được gặp Erika tại House of Palomino và đã có thử thách phỏng vấn với các nhân viên đến từ tạp chí Revista Key. Kết quả là Ana Paula C., Érycka và Lívia chiến thắng thử thách và nhận được một chiếc túi xách từ Arezzo, nhưng Ana Paula C. là người làm tốt nhất trong cả 3 người nên cô có quyền lấy đi phần thưởng của 2 người còn lại, nhưng cô đã lựa chọn là không lấy.
Ngày hôm sau, họ đã có buổi chụp hình tiếp theo ở dưới hồ bơi của ngôi nhà chung. Vào buổi đánh giá ngày tiếp theo với sự xuất hiện của giám khảo khách mời là Cristiano Burmester, Ana Paula C. là người được gọi tên đầu tiên còn Érycka là thí sinh tiếp theo bị loại.
- Nhiếp ảnh gia: Cristiano Burmester
- Khách mời đặc biệt: Dudu Bertholini, Christine Yufon, Sérgio Amaral, André Durval, Mariana Lemos, Juliana Andrade

### Tập 8
Khởi chiếu: 22 tháng 11 năm 2007
7 cô gái còn lại đã nhận được bất ngờ khi quay về ngôi nhà chung là họ đều nhận được một chiếc điện thoại Motorola của riêng mình. Ngày hôm sau, họ đã có một buổi học thể hiện cảm xúc qua cơ thể từ diễn viên André Guerreiro Lopes. Sau đó, Carlos đã buộc họ phải trả lại chiếc điện thoại họ nhận được từ ngày hôm qua, trước khi có một buổi học tạo dáng của người mẫu quảng cáo từ Fernanda. Các cô gái sau đó đã có thử thách chụp hình quảng cho điện thoại Motorola V8. Quay về ngôi nhà chung, Carlos đã công bố kết quả là Ana Paula B. và Lívia chiến thắng thử thách và sẽ được lấy lại điện thoại Motorola của mình.
Ngày hôm sau, họ được gặp nghệ sĩ trang điểm Max Weber sẽ trang điểm và làm tóc cho họ, cho buổi chụp hình tiếp theo theo phong cách bảy tội lỗi chết người. Vào buổi đánh giá ngày tiếp theo với sự xuất hiện của giám khảo khách mời là Ancar Barcala, Ana Paula B. là người được gọi tên đầu tiên còn Karin là thí sinh tiếp theo bị loại.
- Nhiếp ảnh gia: Ancar Barcala
- Khách mời đặc biệt: André Guerreiro Lopes, Max Weber

### Tập 9
Khởi chiếu: 29 tháng 11 năm 2007
6 cô gái còn lại được đưa tới hộp đêm Avenida cho một buổi xem kịch Terça Insana. Ngày hôm sau, họ được quay lại hộp đêm Avenida cho một buổi học diễn xuất với diễn viên Grace Gianoukas, trước khi có thử thách diễn xuất cùng với 4 diễn viên từ buổi kịch Terça Insana. Kết quả là Ana Paula B. chiến thắng thử thách và cô chọn Mariana R. để nhận thưởng là một buổi mua sắm ở MOB trị giá R$1,500.
Ngày hôm sau, họ đã có một buổi quay quảng cáo cho băng vệ sinh Always, khi họ sẽ được quay trong đồ lót và ngồi trước ghế để quay hình. Vào buổi đánh giá ngày tiếp theo với sự xuất hiện của giám khảo khách mời là Rogério Velloso, Lívia là người có phần thể hiện tốt nhất còn Lana là thí sinh tiếp theo bị loại.
- Khách mời đặc biệt: Grace Gianoukas, Agnes Zuliani, Marco Luque, Guilherme Uzeda, Roberto Camargo, Rogério Velloso

### Tập 10
Khởi chiếu: 5 tháng 12 năm 2007
5 cô gái còn lại đã có một buổi huấn luyện catwalk trên những địa hình khác nhau từ Namie Wihby, trước khi họ đã có một buổi trình diễn thời trang cho Shopping ABC Fashion Week. Kết quả là Mariana V. chiến thắng thử thách và cô chọn Lívia và Mariana R. để nhận thưởng là một buổi thư giãn ở spa.
Ngày hôm sau, họ đã có buổi chụp hình tiếp theo theo phong cách tương lai. Vào buổi đánh giá ngày tiếp theo có sự xuất hiện giám khảo khách mời là Namie Wihby và Rodrigo Marques, Mariana V. là người được gọi tên đầu tiên còn Ana Paula C. là thí sinh tiếp theo bị loại.
- Nhiếp ảnh gia: Rodrigo Marques
- Khách mời đặc biệt: Namie Wihby, Reginaldo Fonseca, Paulo Zulu

### Tập 11
Khởi chiếu: 12 tháng 12 năm 2007
4 cô gái còn lại đã có 15 phút để thu dọn đồ đạc vào một chiếc vali để chuẩn bị đi tới sân bay quốc tế São Paulo-Guarulhos. Họ sau đó được đưa tới Bahia và sau đó được di chuyển tới khách sạn của mình. Ngày hôm sau, họ đã có một buổi đu xà trên không để học cách điều khiển cơ thể của mình. Sau đó, họ được gặp stylish Roberio Sampaio cho thử thách phối đồ trong thiết kế của Roberio, Mariana R. chiến thắng thử thách và nhận được một bộ thiết kế từ Roberio. Quay lại khách sạn, từng người một đã có một buổi nói chuỵện với Carlos.
Ngày tiếp theo, họ được đưa tới bãi biển cho buổi chụp hình tiếp theo trong thiết kế mặc đi biển của nhà thiết kế Adriana Barra. Sau đó, các cô gái đã quay về São Paulo buổi đánh giá ngày hôm sau có sự xuất hiện giám khảo khách mời là Ancar Barcala, Mariana V. là người được gọi tên đầu tiên còn Mariana R. là thí sinh tiếp theo bị loại.
- Nhiếp ảnh gia: Ancar Barcala
- Khách mời đặc biệt: Roberio Sampaio

### Tập 12
Khởi chiếu: 19 tháng 12 năm 2007
3 cô gái còn lại đã có một buổi phỏng vấn với Clóvis Pessoa tại quản lí người mẫu Ford Models. Ngày hôm sau, họ đã buổi chụp hình cuối cùng theo phong cách thời trang cao cấp. Ngày tiếp theo, họ đã có một buổi phỏng vấn với ca sĩ Daniela Mercury. Trong khi đó, tại trự sở của tạp chí Elle thì Lenita Assef đang đánh giá những tấm ảnh của 3 cô gái mà họ đã chụp trong suốt cuộc thi. Vào buổi đánh giá ngày hôm sau với sự xuất hiện giám khảo khách mời là André Passos, Ana Paula B. là người được gọi tên đầu tiên còn Lívia là thí sinh cuối cùng bị loại.
Ngày kế tiếp, Ana Paula B. và Mariana V. đã có một buổi tập catwalk và trước khi họ thu dọn hành lí để rời khỏi ngôi nhà chung, 11 cô gái bị loại trước đó đã đến gặp lại họ. Sau đó, họ đã có buổi trình diễn thời trang cuối cùng cho Alexandre Herchcovitch. Vào buổi đánh giá cuối cùng, Mariana V. đã trở thành quán quân đầu tiên của Brazil's Next Top Model.
- Nhiếp ảnh gia: André Passos
- Khách mời đặc biệt: Clóvis Pessoa, Daniela Mercury, Lenita Assef

## Thứ tự gọi tên
| Thứ tự | Tập        | Tập        | Tập        | Tập        | Tập        | Tập        | Tập        | Tập        | Tập        | Tập        | Tập        | Tập        | Tập        |
| Thứ tự | 1          | 2          | 3          | 4          | 5          | 6          | 7          | 8          | 9          | 10         | 11         | 12         | 12         |
| ------ | ---------- | ---------- | ---------- | ---------- | ---------- | ---------- | ---------- | ---------- | ---------- | ---------- | ---------- | ---------- | ---------- |
| 1      | Mariana V. | Mariana R. | Lana       | Lana       | Lívia      | Lana       | Ana C.     | Ana B.     | Lívia      | Mariana V. | Mariana V. | Ana B.     | Mariana V. |
| 2      | Andrea     | Lana       | Karin      | Lívia      | Lana       | Ana B.     | Ana B.     | Ana C.     | Ana B.     | Lívia      | Lívia      | Mariana V. | Ana B.     |
| 3      | Ana C.     | Andrea     | Ana B.     | Mariana R. | Mariana V. | Ana C.     | Lívia      | Lívia      | Mariana R. | Ana B.     | Ana B.     | Lívia      |            |
| 4      | Anne       | Anne       | Lívia      | Érycka     | Ana B.     | Mariana V. | Mariana V. | Mariana V. | Mariana V. | Mariana R. | Mariana R. |            |            |
| 5      | Karin      | Isabella   | Andrea     | Mariana V. | Karin      | Karin      | Karin      | Mariana R. | Ana C.     | Ana C.     |            |            |            |
| 6      | Lana       | Danielle   | Isabella   | Karin      | Érycka     | Érycka     | Mariana R. | Lana       | Lana       |            |            |            |            |
| 7      | Mariana R. | Ana C.     | Ana C.     | Anne       | Ana C.     | Mariana R. | Lana       | Karin      |            |            |            |            |            |
| 8      | Dandara    | Ana B.     | Mariana V. | Ana C.     | Mariana R. | Lívia      | Érycka     |            |            |            |            |            |            |
| 9      | Lívia      | Karin      | Mariana R. | Andrea     | Andrea     | Andrea     |            |            |            |            |            |            |            |
| 10     | Ana B.     | Lívia      | Anne       | Ana B.     | Anne       |            |            |            |            |            |            |            |            |
| 11     | Érycka     | Mariana V. | Érycka     | Isabella   |            |            |            |            |            |            |            |            |            |
| 12     | Danielle   | Érycka     | Danielle   |            |            |            |            |            |            |            |            |            |            |
| 13     | Isabella   | Dandara    |            |            |            |            |            |            |            |            |            |            |            |

     Thí sinh bị loại
     Thí sinh chiến thắng cuộc thi

### Buổi chụp hình
- Tập 1: Ảnh chân dung tự nhiên; Tạo dáng trong váy dự tiệc trên toàn cảnh thành phố (casting)
- Tập 2: Ảnh chân dung đang làm đẹp
- Tập 3: 12 cung hoàng đạo
- Tập 4: Phong cách 1970 với xe
- Tập 5: Khỏa thân với rắn
- Tập 6: Cô gái gợi cảm với người mẫu nam
- Tập 7: Tạo dáng dưới nước
- Tập 8: 7 tội lỗi chết người
- Tập 9: Quảng cáo băng vệ sinh của Always
- Tập 10: Thời trang tương lai
- Tập 11: Tạo dáng trên bãi biển
- Tập 12: Ảnh trắng đen thời trang cao cấp